# گومور (شابران)
گومور (به لاتین: Gömür) یک منطقه مسکونی در جمهوری آذربایجان است که در شهرستان شابران واقع شده‌است.